# باوسکا
باوسکا (به لاتین: Bauska) شهرکی در لتونی با جمعیت ۱۰٬۹۴۵ نفر است که در Bauska municipality واقع شده‌است.